# Em Golde Kappes

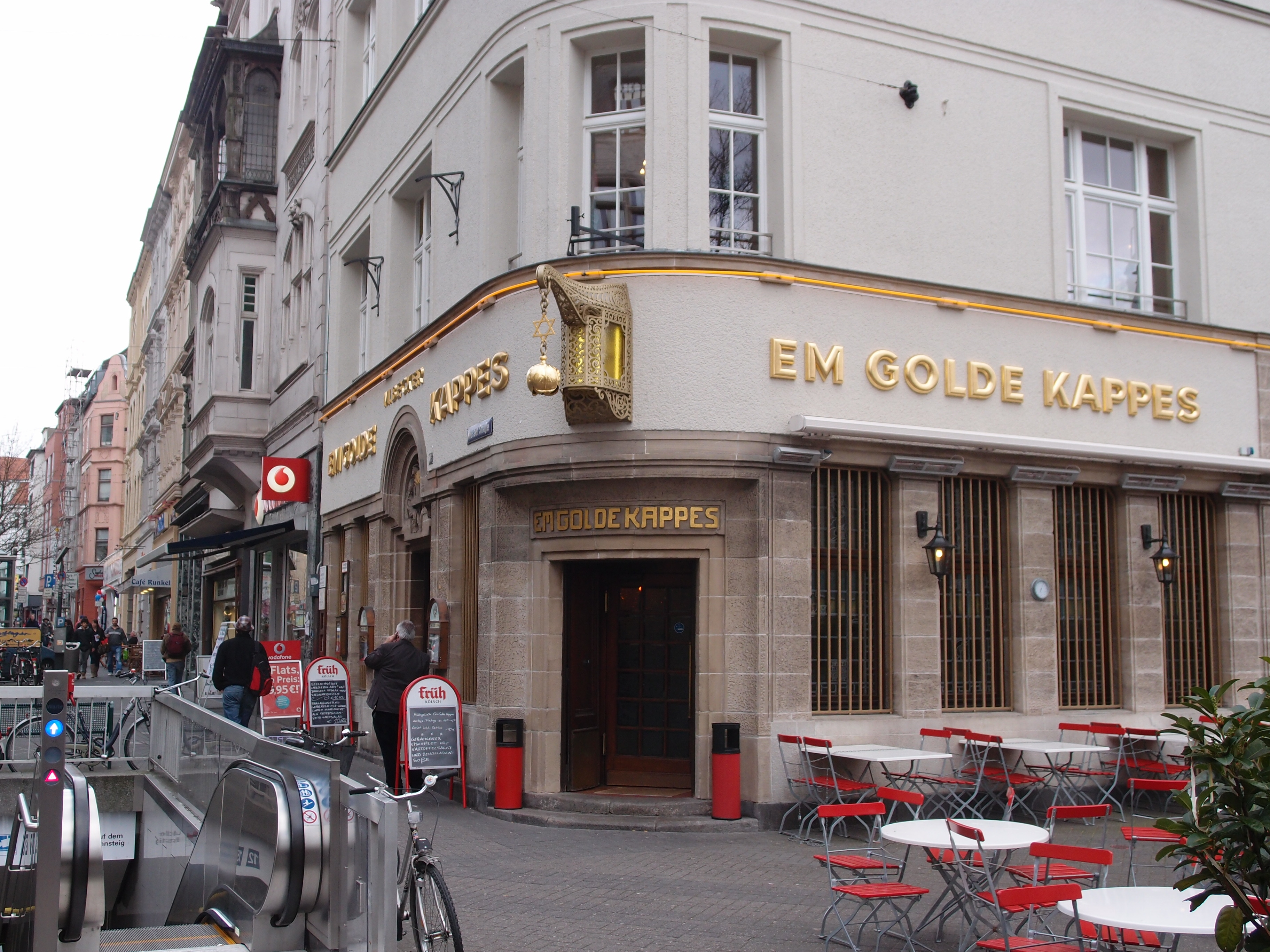
(Brauhaus Früh) Em Golde Kappes

Em Golde Kappes („Im goldenen Kohl“) ist der Name einer traditionellen Gaststätte im Kölner Stadtteil Nippes.

## Geschichte
Die Kölschkneipe wurde am 30. August 1913 vom Nippeser Wirt Matthias Becker eröffnet. Er bat in einer Anzeige „um gütigen Zuspruch“ bei der Eröffnung des „obergärigen Bierhauses“. Die Bezeichnung Em Golde Kappes ist auf die gegenüberliegende Florastraße zurückzuführen, die vor 1864 Kappesgasse hieß. Seit dem 23. Juni 1989 steht das in der Neusser Straße 295 gelegene Haus unter Denkmalschutz (Nr. 5095), weil es sich um ein Baudenkmal im Sinne von § 2 Abs. 1 und 2 des Denkmalschutzgesetzes handelt (Liste der Baudenkmäler im Kölner Stadtteil Nippes). Im Oktober 1995 wurde die Bezeichnung „Em Golde Kappes“ als Wort-Bildmarke im Markenregister eingetragen.

## Ausstattung

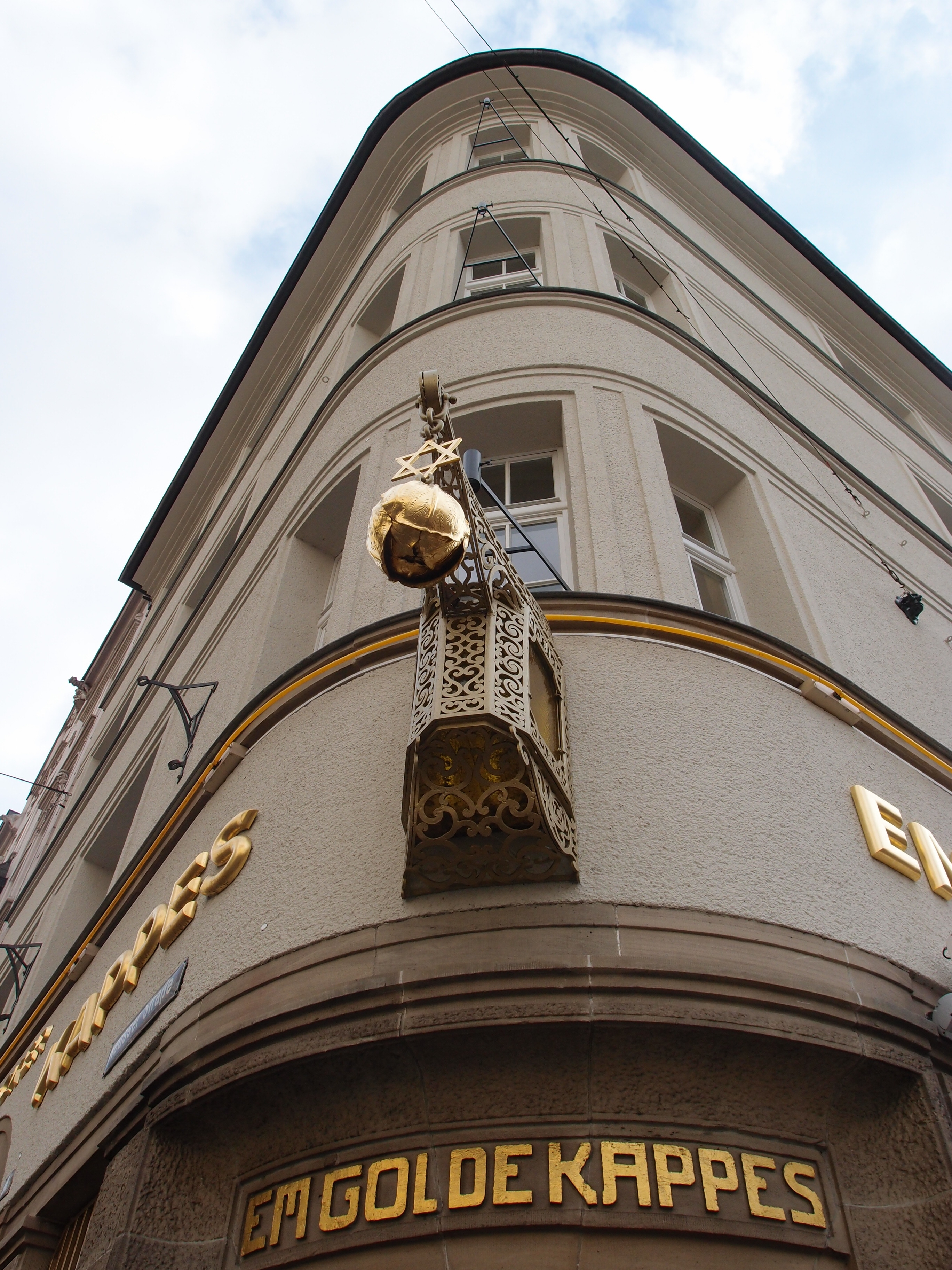
Detailansicht: Golde Kappes

Optisch symbolisiert wird der Name durch einen über dem Haupteingang hängenden vergoldeten Kohlkopf mit darüber angebrachtem Brauerstern. Ein weiterer vergoldeter Kohlkopf ist Teil einer eingemeißelten Freske über dem Eingang. Die Nordfassade schmücken vier Masken, die die vier Temperamente darstellen: Choleriker, Phlegmatiker, Melancholiker und Sanguiniker. Der „Kappes“ war nie ein Brauhaus im engeren Sinne, in dem selbstgebrautes Bier ausgeschenkt wurde. Vielmehr kam bis Januar 2009 aufgrund eines Bierlieferungsvertrages Mühlen-Kölsch aus der Brauerei zur Malzmühle zum Ausschank.
Wie in allen traditionellen Kölsch-Kneipen und Brauereigaststätten der Stadt wird der Gast vom Köbes bedient. Die Atmosphäre wird durch eine historische kölsche Kneipeneinrichtung geprägt, zu der das Thekenschaaf („der Beichtstuhl“) gehört, das trotz des Umbaus erhalten blieb und Sichtkontakt in die Gasträume bietet. Außerdem tragen geschliffene Holztische, Holzverzierungen und kleine Bleiglasfenster zur typischen Atmosphäre bei. Charakteristisch sind eine „kölsche Fooderkaat“ mit Speisenamen in Kölscher Sprache und deren hochdeutscher Übersetzung. Die Kneipe ist Stammquartier („Wachlokal“) der Kölner Karnevalsgesellschaft Nippeser Bürgerwehr von 1903, eines Traditionskorps des Kölner Karnevals. Seit 2000 verleiht die Bürgerwehr an verdiente Karnevalisten den nach der Traditionskneipe benannten „Goldene Kappes“.

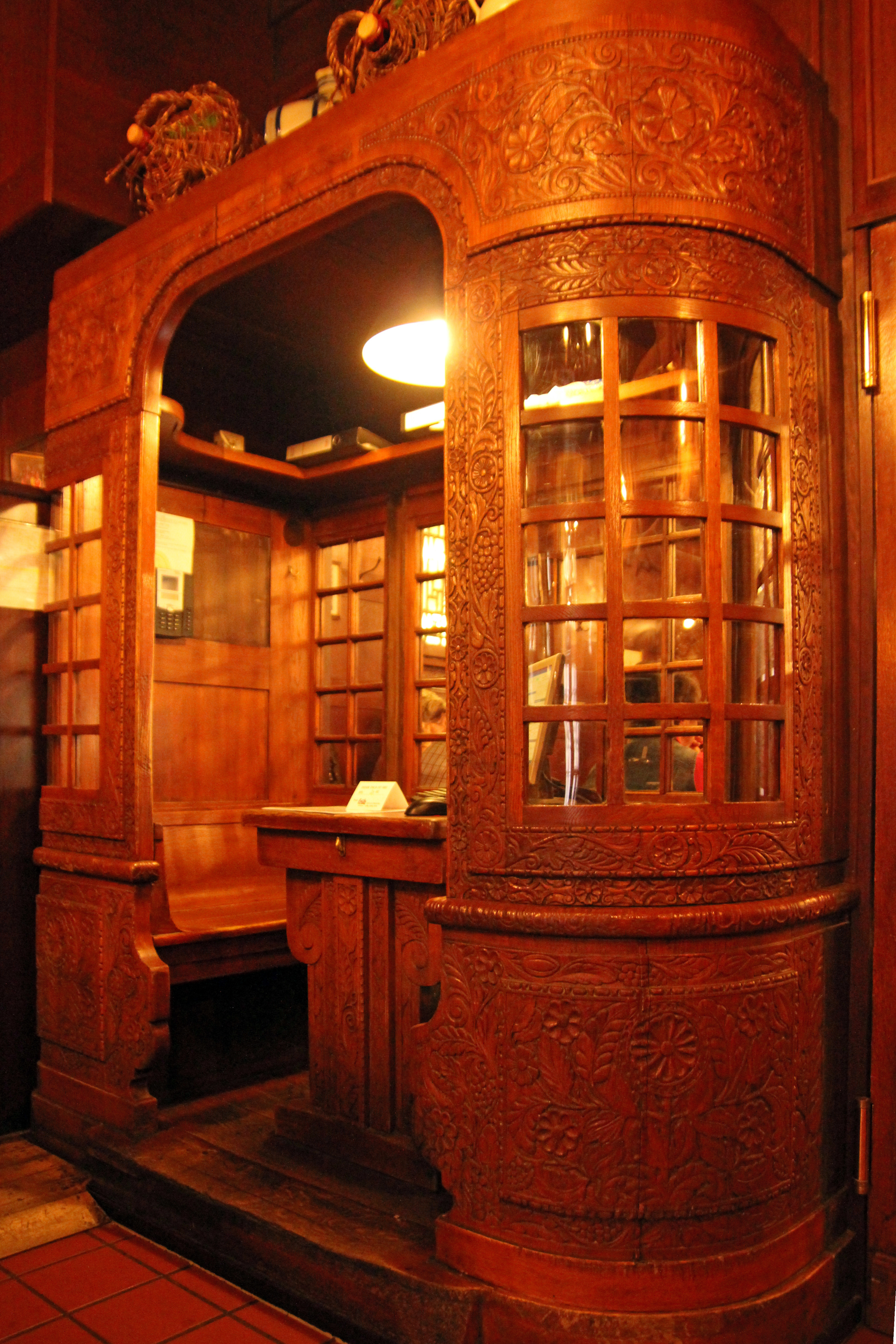
Thekenschaaf
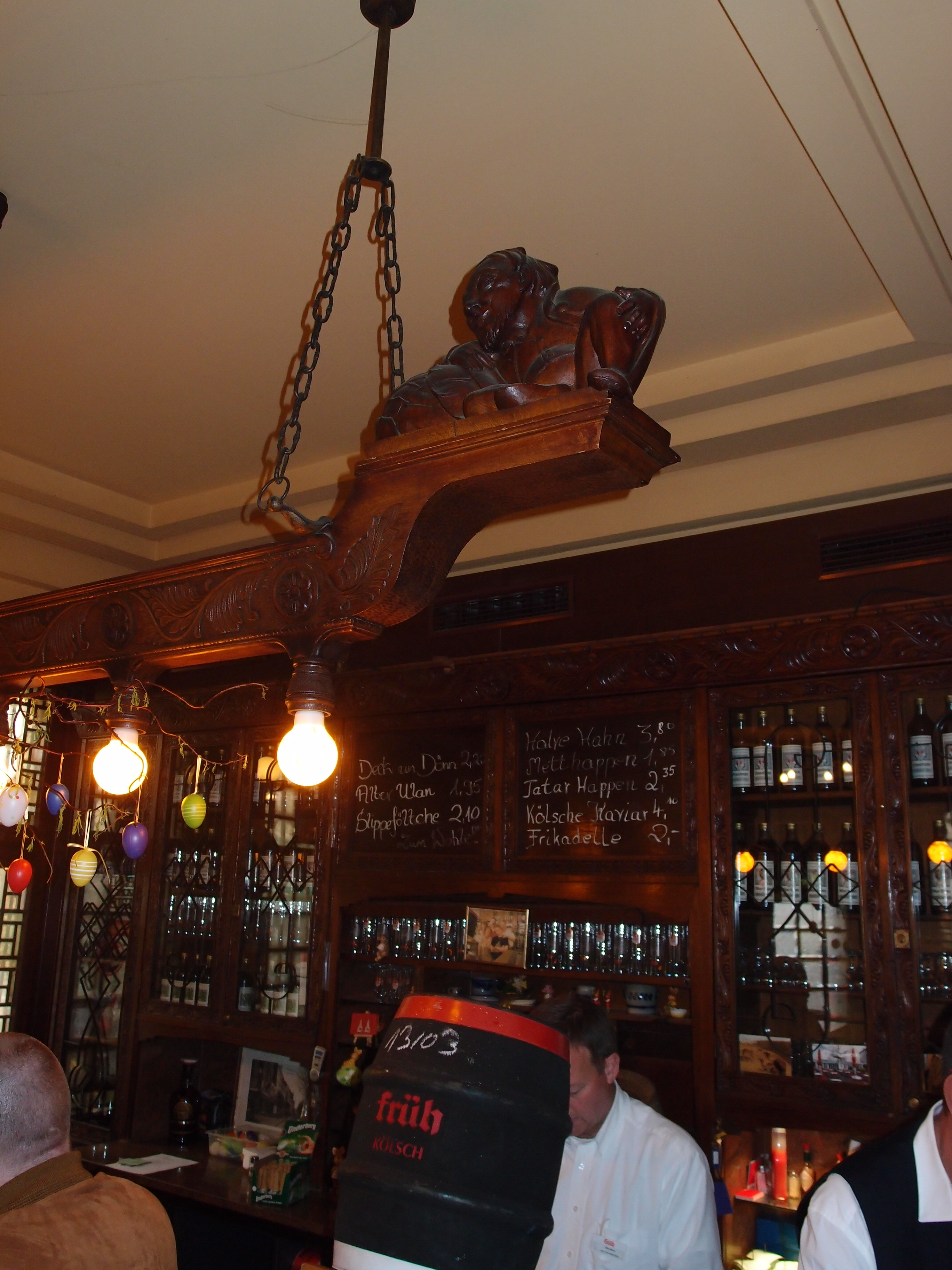
Thekenbereich
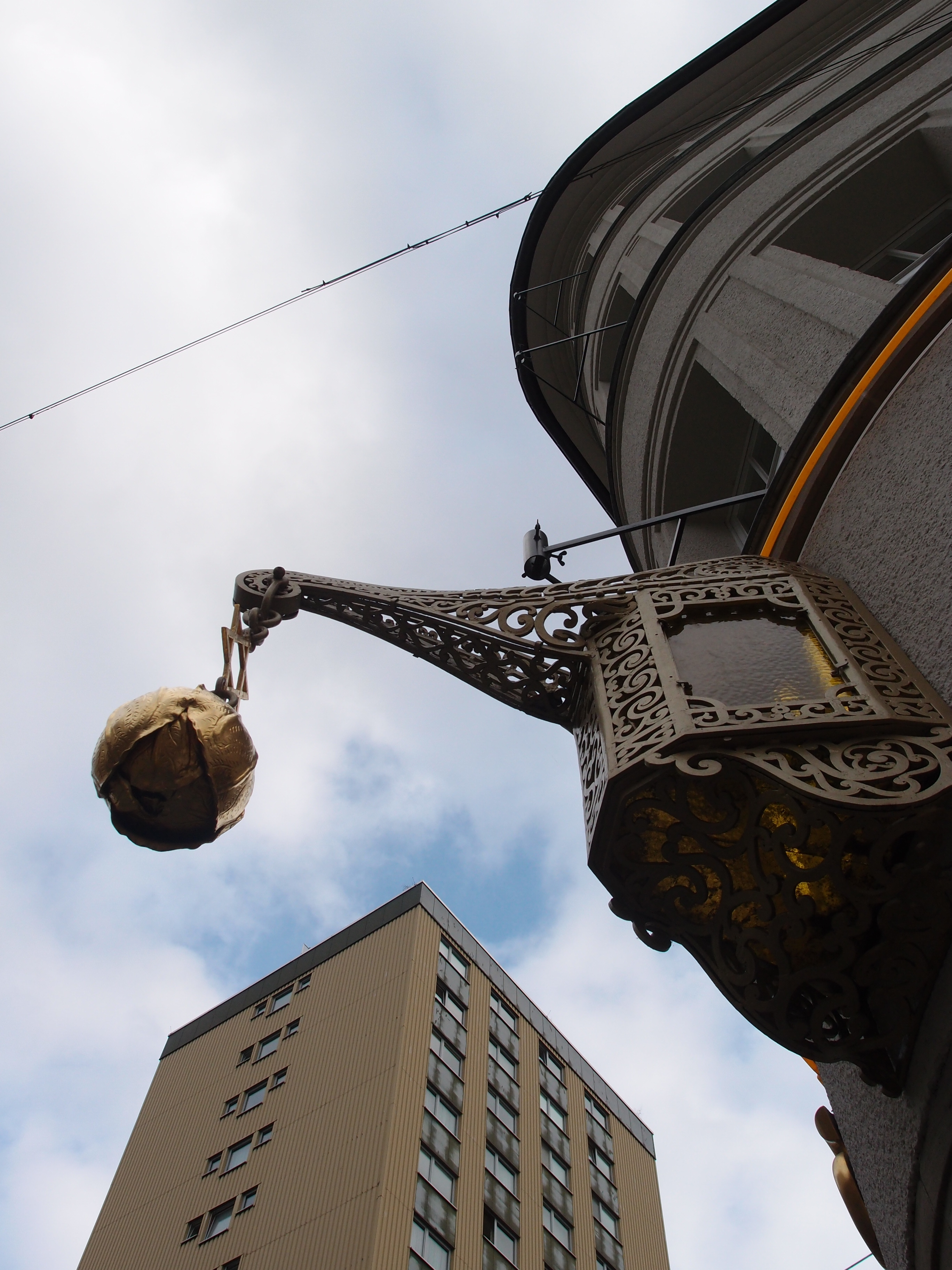
Golde Kappes

## Eigentümerwechsel 2008/2009
Nach mehreren Generationen im Besitz der Familie Becker, wurde für den Betrieb am 1. September 2008 beim Amtsgericht Köln das Insolvenzverfahren über das Vermögen der Insolvenzschuldnerin eröffnet wurde. Am 26. November 2008 beschloss die Gläubigerversammlung die vorläufige Fortführung der Gaststätte. Der Inhaber kündigte mit Schreiben vom 30. Januar 2009 allen in der Gaststätte beschäftigten 17 Arbeitnehmern unter Hinweis auf die vollständige Einstellung der Geschäftstätigkeit spätestens zum 30. April 2009, nachdem eine Fortführung gescheitert war. Im Juni 2009 veräußerte der ehemalige Inhaber die der Insolvenzschuldnerin gehörende Immobilie an die Immendorf’sche Landgesellschaft GbR Alexander Rolff/Philipp C. Müller (Geschäftsführer der Früh-Brauerei). Die Schließung des „Golde Kappes“ traf auch seinen einstigen Bierlieferanten Mühlen-Kölsch (Brauerei zur Malzmühle) sehr hart.
Nach umfangreichen Sanierungsarbeiten, die selbst die neue Vergoldung des „Kappes“ umfassten, fand am 5. November 2009 die Eröffnung des „Golde Kappes“ unter der neuen Inhaberschaft der Cölner Hofbräu Früh statt. Auch nach der Kompletterneuerung hat das Lokal sein rustikales Erscheinungsbild behalten. Auf 300 Quadratmetern, bestehend aus einem großen Gastraum im Erdgeschoss sowie zwei Sälen auf der ersten Etage, finden bis zu 350 Gäste Platz. Ein Biergarten mit etwa 120 Sitzplätzen befindet sich direkt vor dem Haus.